# Problème de la fourmi sur un élastique
En mathématiques récréatives, le problème de la fourmi sur un élastique est un casse-tête mathématique dont la solution semble paradoxale ou du moins contre-intuitive.  
Les détails du problème peuvent varier, la fourmi est parfois remplacée par un ver ou un escargot et l'élastique par une corde,,  mais un énoncé classique est le suivant :
Une fourmi commence à marcher sur un élastique à une vitesse constante de 1 centimètre par seconde (par rapport à l'élastique). L'élastique mesure 1 kilomètre au départ, et est étiré uniformément à une vitesse de 1 kilomètre par seconde (après une seconde, il mesure 2 kilomètres, après 2 secondes, il en mesure 3, etc.). La fourmi peut-elle atteindre l’extrémité de l'élastique ?
À première vue, il semble que la fourmi n'ait aucune chance, mais en fait elle y parvient toujours, quoique après un temps démesurément long (avec les valeurs de l’énoncé précédent, il lui faudrait 8,9 × 1043 421 années). 

Une fourmi (le point rouge) marchant sur l'élastique à la vitesse constante de 1 cm/s. L'élastique mesure initialement 4 cm et est étiré à vitesse constante de 2 cm/s.

## Mise en équation
On se place d'abord dans un cadre plus général :
- On suppose un ruban élastique infiniment étirable, de longueur initiale {\displaystyle c>0}, repéré sur un axe {\displaystyle Ox} (l'origine {\displaystyle x=0} coïncidant avec l'extrémité fixe du ruban).
- Au temps {\displaystyle t=0}, le ruban commence à être étiré uniformément, l'origine restant fixe, et l'extrémité s'éloignant à la vitesse constante {\displaystyle v>0} ; au temps {\displaystyle t}, l'extrémité mobile est donc en {\displaystyle x=c+vt}.
- Puisque le ruban est étiré uniformément, la vitesse du ruban au point {\displaystyle x} est proportionnelle à {\displaystyle x}, autrement dit la vitesse du ruban au point {\displaystyle x} et au temps {\displaystyle t} est {\displaystyle v_{x}(t)={\frac {vx}{c+vt}}}.
- La fourmi quitte l'origine au temps {\displaystyle t=0} et marche à vitesse constante {\displaystyle \alpha >0} par rapport au point du ruban où elle se trouve ; sa vitesse par rapport à l'axe est donc {\displaystyle \alpha +v_{x}(t)}. On note {\displaystyle y(t)} sa position.

La question devient alors : existe-t-il un temps {\displaystyle t>0} tel que {\displaystyle y(t)=c+vt} ?

## Solutions

### Une solution discrète
Le problème semble à première vue demander de résoudre une équation différentielle (pour déterminer {\displaystyle y(t)}) ; bien que ce ne soit pas très difficile d'y parvenir, le calcul reste relativement pénible. Martin Gardner a proposé dans le Scientific American un argument montrant que même en pénalisant encore plus la fourmi, elle parvient néanmoins à parcourir tout l'élastique ; dans cette variante il n'y a plus besoin que de savoir que la série harmonique diverge.
On considère une variante où, au début de chaque seconde, l'élastique s'allonge instantanément, l'extrémité passant de {\displaystyle x=c} à {\displaystyle x=c+v} au temps {\displaystyle t=0}, de {\displaystyle x=c+v} à {\displaystyle x=c+2v} au temps {\displaystyle t=1}, etc. Si la fourmi peut parcourir tout l'élastique dans cette version, elle le peut certainement aussi  dans le problème initial.
On note {\displaystyle \theta (t)} la fraction de la distance à l'extrémité que la fourmi a parcouru au temps {\displaystyle t} (et donc {\displaystyle \theta (0)=0}). Pendant la première seconde, la fourmi parcourt  la distance {\displaystyle \alpha }, ce qui est {\displaystyle {\frac {\alpha }{c+v}}} de la distance à l'extrémité. Lorsque l'élastique s'étire, {\displaystyle \theta (t)} ne change pas, la fourmi se déplaçant avec le ruban, donc {\displaystyle \theta (1)={\frac {\alpha }{c+v}}}. La seconde suivante, la fourmi parcourt à nouveau {\displaystyle \alpha } sur le ruban, soit une fraction {\displaystyle {\frac {\alpha }{c+2v}}} de sa longueur totale ; on en déduit donc que {\displaystyle \theta (2)={\frac {\alpha }{c+v}}+{\frac {\alpha }{c+2v}}}. Finalement, pour chaque {\displaystyle n\in \mathbb {N} }:
{\displaystyle \theta (n)={\frac {\alpha }{c+v}}+{\frac {\alpha }{c+2v}}+\cdots +{\frac {\alpha }{c+nv}}}.
Comme on a pour tout {\displaystyle k\in \mathbb {N} }, {\displaystyle {\frac {\alpha }{c+kv}}\geqslant {\frac {\alpha }{kc+kv}}=\left({\frac {\alpha }{c+v}}\right)\left({\frac {1}{k}}\right)}, on voit que {\displaystyle \theta (n)\geqslant \left({\frac {\alpha }{c+v}}\right)\left(1+{\frac {1}{2}}+\cdots +{\frac {1}{n}}\right)>{\frac {\alpha \ln n}{c+v}}} (cette dernière inégalité venant de la formule de comparaison série-intégrale).  
Le terme {\textstyle \left(1+{\frac {1}{2}}+\cdots +{\frac {1}{n}}\right)} est une somme partielle de la série harmonique, qui diverge ; on peut donc trouver un {\displaystyle N\in \mathbb {N} } tel que {\textstyle 1+{\frac {1}{2}}+\cdots +{\frac {1}{N}}\geqslant {\frac {c+v}{\alpha }}}, et donc que {\displaystyle \theta (N)\geqslant 1} ; cela montre que tôt ou tard, la fourmi atteint son but ; utilisant la formule précédente, on voit qu’il suffit de prendre {\textstyle N=\exp \left({\frac {c+v}{\alpha }}\right)}. Cette méthode ne permet ainsi d'obtenir qu'une borne supérieure du temps qu'elle mettra, mais il s'avère qu'elle n'est pas trop mauvaise, comme on le verra dans la section suivante.

### Une solution continue
La mise en équation préliminaire montre que la position de la fourmi {\displaystyle y(t)} est solution de l'équation différentielle linéaire du premier ordre {\displaystyle y'(t)=\alpha +{\frac {v\,y(t)}{c+vt}}\Longrightarrow (c+vt)y'(t)-vy(t)=\alpha (c+vt)} (avec la condition initiale {\displaystyle y(0)=0}). Cette équation peut se résoudre par les méthodes usuelles, mais il est beaucoup plus simple de prendre comme fonction inconnue auxiliaire la proportion de l'élastique parcouru par la fourmi à l'instant {\displaystyle t}, soit {\displaystyle z(t)={\frac {y(t)}{c+vt}}}, d'où {\displaystyle z'(t)={\frac {y'(t)}{c+vt}}-{\frac {vy(t)}{(c+vt)^{2}}}} et finalement {\displaystyle z'(t)={\frac {\alpha }{c+vt}}}; la primitive cherchée est donc {\displaystyle z(t)={\frac {\alpha }{v}}\ln(c+vt)+C^{te}} ; avec la condition {\displaystyle z(0)=0}, on obtient 
{\displaystyle z(t)={\frac {\alpha }{v}}\ln {\left({\frac {c+vt}{c}}\right)}}
{\displaystyle y(t)={\frac {\alpha (c+vt)}{v}}\ln {\left({\frac {c+vt}{c}}\right)}}
La fourmi atteint son objectif quand {\displaystyle z(t)=1}, et donc quand {\displaystyle t={\frac {c}{v}}\left(\mathrm {e} ^{v/\alpha }-1\right)}. 
Pour l'énoncé initial,  {\displaystyle c=1\,\mathrm {km} }, {\displaystyle v=1\,\mathrm {km} /\mathrm {s} } et {\displaystyle \alpha =1\,\mathrm {cm} /\mathrm {s} }, donc {\displaystyle t=(\mathrm {e} ^{100\,000}-1)\,\mathrm {s} \,\!\approx 2,8\times 10^{43\,429}\,\mathrm {s} \,\!\approx 8,9\times 10^{43\,421}} années ; ce qui rend le problème quelque peu irréaliste : outre que ce temps est bien supérieur à l'âge de l'Univers, les atomes de l'élastique seront à cette date beaucoup plus espacés les uns des autres que le rayon actuel de l'Univers.

## Relation avec l'expansion de l'Univers
Compte tenu de l'expansion de l'Univers, on peut penser que la lumière de galaxies suffisamment lointaines  pourrait ne jamais nous atteindre, particulièrement la lumière de celles qui s'éloignent de nous à une vitesse supérieure à celle de la lumière. Si l'expansion est uniforme, c'est-à-dire que chaque galaxie s'éloigne de nous à une vitesse proportionnelle à sa distance actuelle (et que cette vitesse ne change pas), on est dans la situation exacte du puzzle, ce qui montre que la lumière finira toujours par nous être visible. Cependant, dans l'état actuel de  nos connaissances, l'expansion semble accélérer, et la logique du problème ne s'applique plus.